# Hofgeismar
Hofgeismar je město v okrese Kassel, 25 kilometrů severně od Kasselu.

## Historie
První písemná zmínka o městě pochází z roku 1082.

## Geografie
Sousední obce: Trendelburg, Reinhardswald, Grebenstein a Liebenau.
Městské části: Beberbeck, Carlsdorf, Friedrichsdorf, Hofgeismar, Hombressen, Hümme, Kelze, Sababurg a Schöneberg.

## Partnerská města
- Bad Blankenburg, Německo, 1989
- Maringues, Francie, 1984
- Pont-Aven, Francie, 1972
- Rosenau am Hengstpaß, Rakousko, 1983

## Galerie

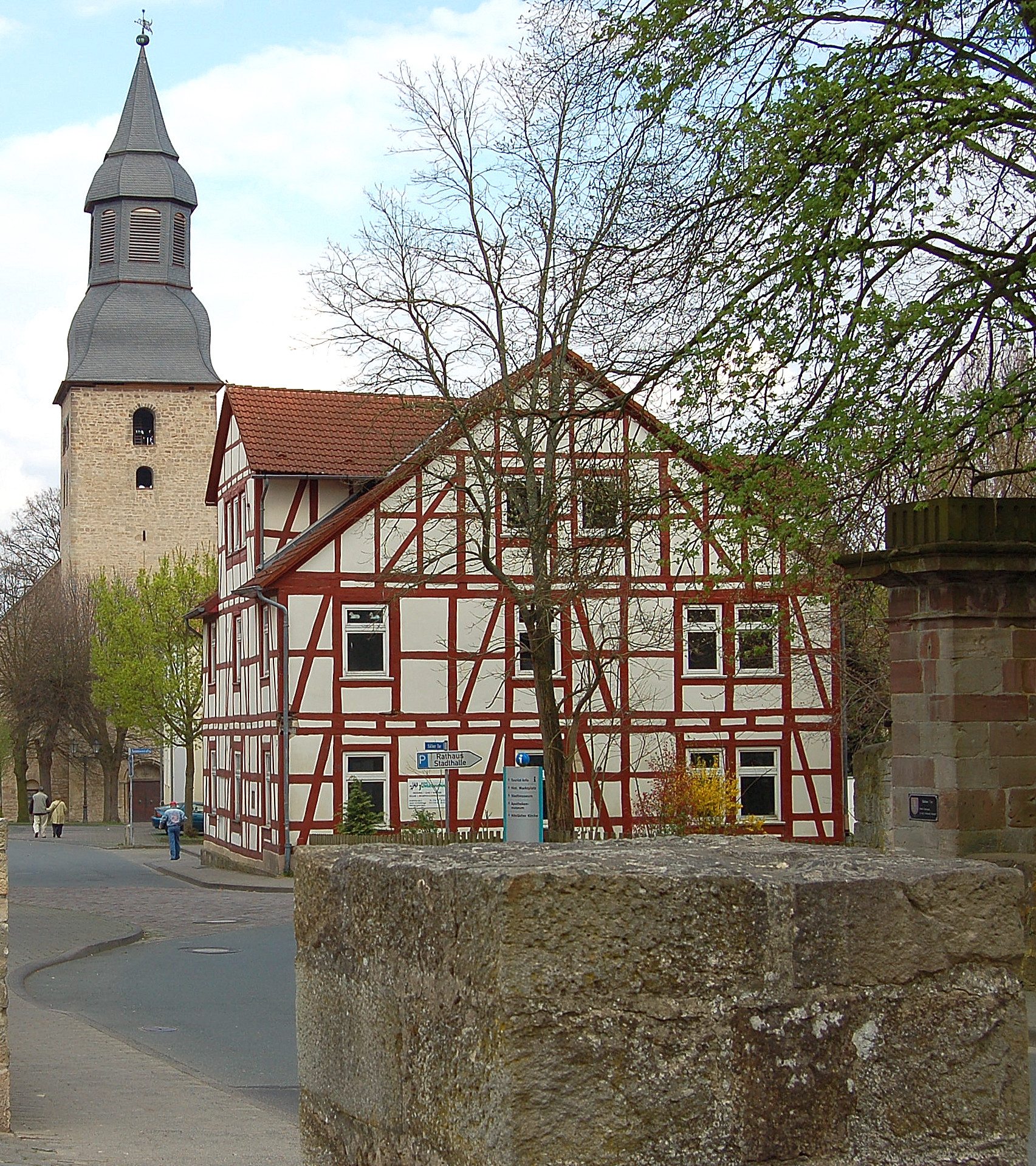
Kostel
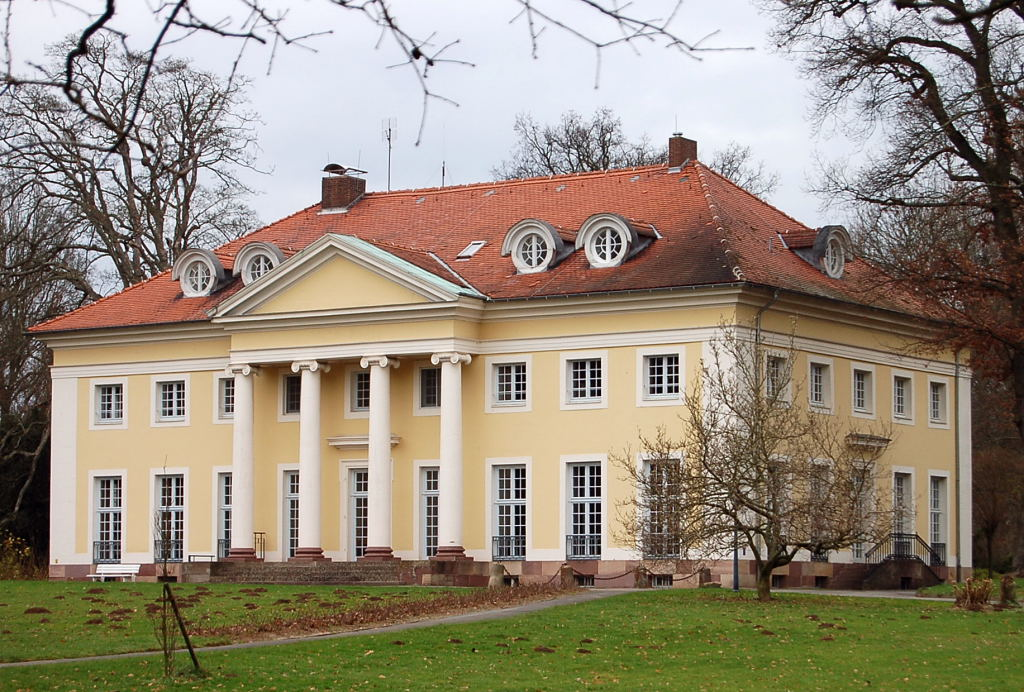
Zámeček
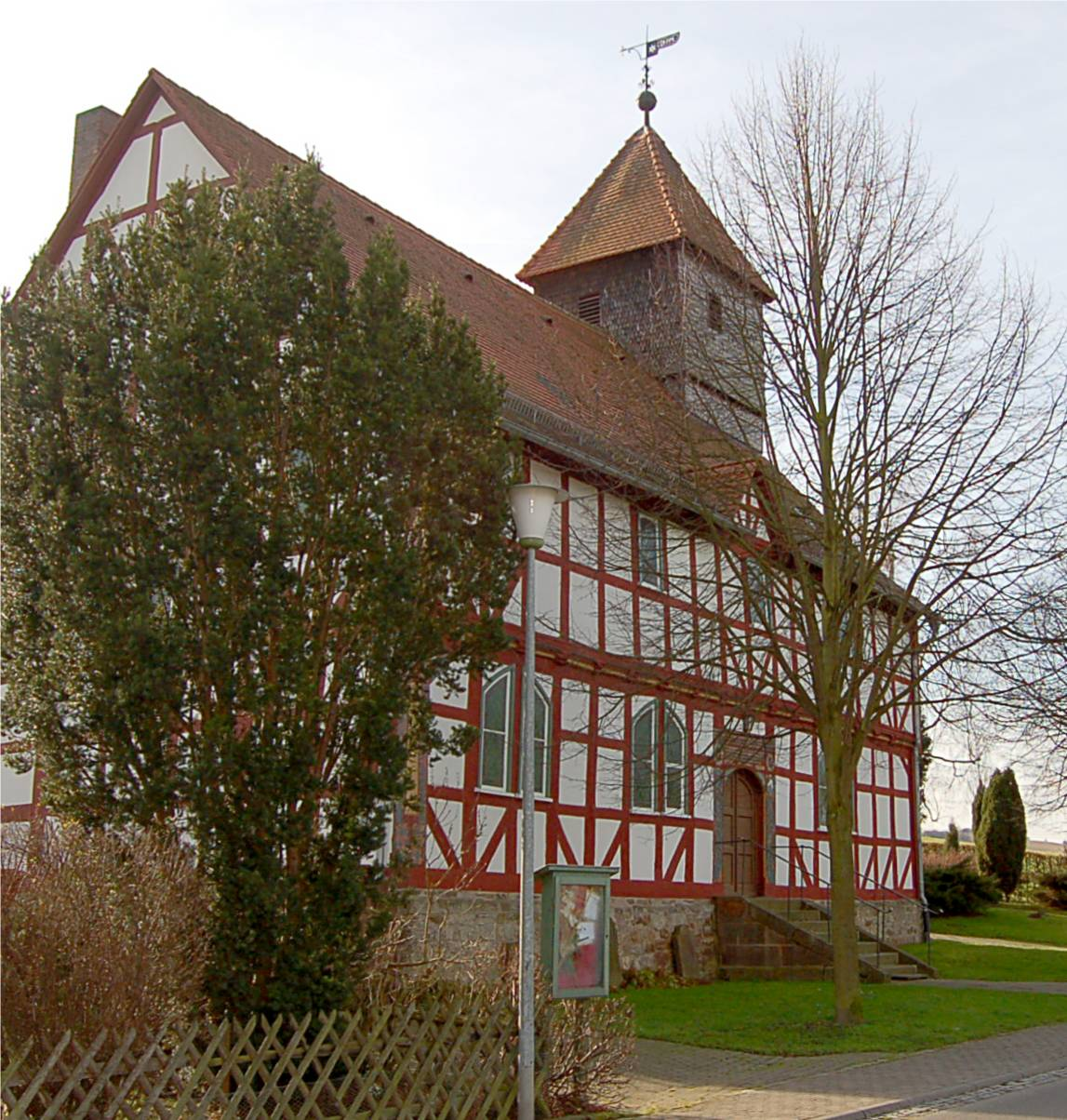
Kostel - Carlsdorf
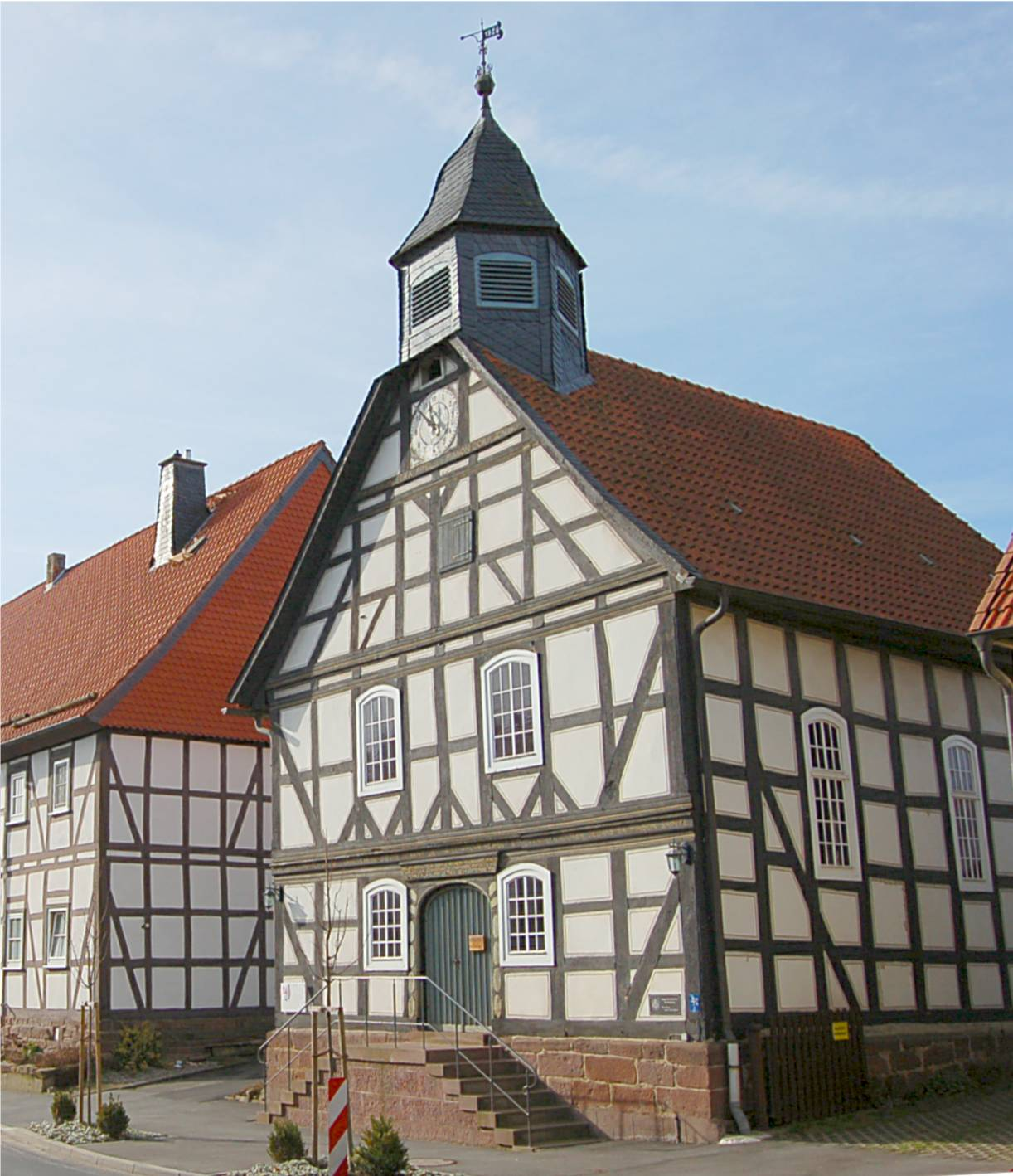
Kostel - Schöneberg